# (39715) 1996 VT
1996 في تي (ويعرف أيضًا باسم (39715) 1996 في تي وفق تسمية الكوكب الصغير) (بالإنجليزية: 1996 VT)‏ هو كويكب ضمن حزام الكويكبات؛ وترتيبه 39715 من حيث الاكتشاف.
اكتُشف هذا الجُرم الفلكي بواسطة Paul G. Comba ‏ في 2 نوفمبر 1996.

## وصلات خارجية
- (39715) 1996 VT في قاعدة بيانات مختبر الدفع النفاث لأجرام النظام الشمسي الصغيرة

- الاكتشاف · مخطط المدار ·  العناصر المدارية · المعلمات المادية

- (39715) 1996 VT على موقع ويكي سكاي: DSS2, SDSS, GALEX, IRAS, Hydrogen α, X-Ray, Astrophoto, Sky Map, Articles and images